# Impietat
Impietat és clàssicament la falta del concerniment de les obligacions que incumbeixen l'observació pública religiosa o de culte.
La impietat va ser una objecció pagana al cristianisme; a diferència dels iniciats en religions mistèriques, els primers cristians es van negar a cremar encens davant les imatges dels déus, entre els quals hi havia emperadors deïficats. La impietat en les civilitzacions antigues era una preocupació cívica, més que religiosa. Hom creia que podria provocar la caiguda en la res publica tota la ira dels déus tutelars que protegien la polis.
Sòcrates i Anaxàgores van ser condemnats per impietat contra els antics déus grecs. El primer va ser sentenciat a mort, mentre que el segon va haver d'exiliar-se. Aristòtil va ser condemnat per impietat després de la mort d'Alexandre Magne. D'acord amb la Vita Aristotelis Marciana, un manuscrit únic parcialment conservat a la Biblioteca Nacional de San Marco a Venècia i escrit al voltant de l'any 1300, Aristòtil va deixar la ciutat dient: "No deixaré que els atenesos pequin dues vegades contra la filosofia" (Vita Aristotelis, 41).
El compilador cristià medieval va fer servir el crim dels atenesos com un pecat, quan pecat era un concepte desconegut per a grecs i romans. En traduir de l'arameu al grec en l'edició del Nou Testament, es comença a utilitzar la paraula grega hamartia ("perdre la marca") com una traducció poc aproximada de pecat.